# Deon Kevin Johnson
Deon Kevin Johnson (* in Barbados) ist ein US-amerikanischer anglikanischer Bischof der Episkopalkirche der Vereinigten Staaten von Amerika.

## Leben
Johnson wurde auf Barbados geboren, wo er seine Kindheit verbrachte. Mit 14 Jahren emigrierte Johnson mit seiner Familie in die Vereinigten Staaten. Er studierte anglikanische Theologie. 2003 wurde er zum anglikanischen Priester geweiht. Johnson war  Rektor der St. Paul’s Episcopal Church in Brighton, Michigan. Seit November 2019 ist er als Nachfolger von George Wayne Smith Bischof der Episcopal Diocese of Missouri mit Sitz in St. Louis. Johnson ist mit einem Mann verheiratet.